# All Killer No Filler
All Killer No Filler ist das erste Studioalbum der kanadischen Pop-Punk-Band Sum 41. Es erschien im deutschsprachigen Raum am 8. Oktober 2001 bei Mercury/Universal und ist mit ca. 3.500.000 verkauften Tonträgern das meistverkaufte Album der Band.

## Entstehung und Veröffentlichung
Die Arbeiten am Debütalbum begannen im Jahre 2000, als Sänger Deryck Whibley und Manager Greig Nori mit dem Schreiben der Songs begannen. Die Aufnahmen in den Studios in Toronto und Los Angeles begannen Ende 2000 und zogen sich bis Anfang 2001 hin. Als Produzent wurde Jerry Finn eingesetzt, der vorher unter anderem schon mit Künstlern wie blink-182 zusammenarbeitete.
In Nordamerika erschien das Album am 8. Mai 2001, die erste Single Fat Lip erschien am 28. August desselben Jahres. Im deutschsprachigen Raum kam das Album erst am 8. Oktober 2001 heraus, 5 Monate nach der Veröffentlichung in Nordamerika.

## Titelliste
1. Introduction to Destruction – 0:37
2. Nothing on My Back – 3:01
3. Never Wake Up – 0:49
4. Fat Lip – 2:58
5. Rhythms – 2:58
6. Motivation – 2:50
7. In Too Deep – 3:27
8. Summer – 2:49
9. Handle This – 3:35
10. Crazy Amanda Bunkface – 2:14
11. All She’s Got – 2:21
12. Heart Attack – 2:48
13. Pain for Pleasure – 1:43

## Rezeption

### Kriktiken
Von Kritikern erhielt das Album meistens nur durchschnittliche Bewertungen.
Auf laut.de bekommt das Album von Hagen Wäsche 3 von 5 Sterne; er schreibt, dass das Album gute Laune verbreitet. Des Weiteren lobt er das solide Songwriting der Band.
Sven Cadario vergibt auf plattentests.de 5 von 10 Punkte und bezeichnet das Album zwar als 08/15 Punkrock, allerdings lobt er auch, dass auf dem Album einige fetzige Songs enthalten seien.
whiskey-soda.de vergibt die Schulnote 2- und meint, dass das Album ein Lächeln auf das Gesicht zaubern kann. Fans des echten Punkrocks sollten sich das Album seiner Meinung nach aber nicht anhören.
Jason Birchmeier von allmusic.com vergibt 4 von 5 Sterne und sagt, dass das Album zwar kein klassischer Punkrock sei, bescheinigt der Band aber dennoch auf einem guten Weg zu sein.

### Preise
All Killer No Filler wurde für den kanadischen Juno Award nominiert, konnte allerdings den Preis nicht gewinnen. Außerdem wurde das Album von der Website top40.com auf Platz 9 der besten Pop-Punk-Alben aller Zeiten gewählt.

## Kommerzieller Erfolg

### Chartplatzierungen
| ChartsChartplatzierungen       | Höchstplatzierung | Wochen |
| ------------------------------ | ----------------- | ------ |
| Deutschland (GfK)              | 29 (16 Wo.)       | 16     |
| Österreich (Ö3)                | 19 (16 Wo.)       | 16     |
| Schweiz (IFPI)                 | 39 (30 Wo.)       | 30     |
| Vereinigte Staaten (Billboard) | 13 (49 Wo.)       | 49     |
| Vereinigtes Königreich (OCC)   | 7 (46 Wo.)        | 46     |

| ChartsJahrescharts (2001)    | Platzierung |
| ---------------------------- | ----------- |
| Vereinigtes Königreich (OCC) | 56          |

| ChartsJahrescharts (2002)      | Platzierung |
| ------------------------------ | ----------- |
| Vereinigte Staaten (Billboard) | 175         |
| Vereinigtes Königreich (OCC)   | 83          |

### Auszeichnungen für Musikverkäufe
| Land/Region                  | Auszeichnungen für Musikverkäufe (Land/Region, Auszeichnung, Verkäufe) | Verkäufe  |
| ---------------------------- | ---------------------------------------------------------------------- | --------- |
| Australien (ARIA)            | Gold                                                                   | 35.000    |
| Japan (RIAJ)                 | Gold                                                                   | 100.000   |
| Kanada (MC)                  | 3× Platin                                                              | 300.000   |
| Vereinigte Staaten (RIAA)    | Platin                                                                 | 1.000.000 |
| Vereinigtes Königreich (BPI) | 2× Platin                                                              | 600.000   |
| Insgesamt                    | 2× Gold · 6× Platin ·                                                  | 2.035.000 |